# Бент Гансен
Бент Гансен (дан. Bent Hansen, 13 вересня 1933 — 8 березня 2001) — данський футболіст, що грав на позиції захисника за клуб «Б 93» та національну збірну Данії.

## Клубна кар'єра
У дорослому футболі дебютував 1952 року виступами за команду «Б 93», кольори якої та захищав протягом усієї своєї кар'єри гравця, що тривала шістнадцять років. 

## Виступи за збірну
1958 року дебютував в офіційних матчах у складі національної збірної Данії.
Допоміг команді пробитися до фінальної частини чемпіонату Європи 1964 року у Франції. Брав участь в обох програних данцями іграх на цьому турнірі, який вони відповідно завершили на четвертому місці.
Загалом протягом кар'єри в національній команді, яка тривала вісім років, провів у її формі 58 матчів, забивши 1 гол.
Помер 8 березня 2001 року на 68-му році життя.